# Cristiano Felício
Cristiano Silva Felício (Pouso Alegre, 7 de julho de 1992) é um jogador profissional brasileiro de basquetebol que atualmente joga pelo Covirán Granada da Liga ACB.

## Clubes

### Brasil (2009-2015)
Depois de jogar profissionalmente no Minas Tênis Clube entre 2009 e 2012, Felício mudou-se para Sacramento, Califórnia, para participar da CCSE Prep Academy antes de tentar obter a qualificação da NCAA para frequentar a Universidade do Oregon. No entanto, ele foi considerado inelegível e voltou ao Brasil, onde jogou mais duas temporadas pelo Flamengo, vencendo a Liga das Américas da FIBA de 2014 e a Copa Intercontinental da FIBA de 2014.

### Chicago Bulls (2015 - 2021)

#### Temporada de 2015-16
Depois de ingressar no Chicago Bulls para a Summer League de 2015, Felício assinou com o time em 12 de julho de 2015.
Em 31 de dezembro de 2015, usando a regra de atribuição flexível, ele foi designado para o Canton Charge da D-League. Ele foi convocado pelos Bulls em 13 de janeiro, transferido para Canton em 15 de janeiro e voltou aos Bulls em 16 de janeiro. 
Em 17 de março, ele marcou seis pontos e dez rebotes em uma vitória de 118-102 sobre o Brooklyn Nets. Dois dias depois, ele teve seu primeiro jogo como titular, substituindo o lesionado Pau Gasol na vitória por 92-85 sobre o Utah Jazz.
Em 9 de abril, ele teve o melhor jogo da temporada na vitória dos Bulls por 105-102 sobre o Cleveland Cavaliers. Felício marcou 16 pontos, pegou cinco rebotes e bloqueou dois arremessos em 23 minutos. Dois dias depois, ele marcou 16 pontos no segundo jogo consecutivo, ajudando os Bulls a derrotar o New Orleans Pelicans por 121-116.

#### Temporada de 2016-17
Em 26 de novembro de 2016, Felício foi designado para o novo afiliado de Chicago da D-League, o Windy City Bulls. Ele foi chamado de volta no dia seguinte.
Em 30 de dezembro de 2016, ele pegou 12 rebotes em uma derrota de 111-101 sobre o Indiana Pacers. Em 12 de janeiro de 2017, ele marcou 13 pontos derrotando o New York Knicks por 104-89.

#### Temporada de 2017-18
Em 6 de julho de 2017, Felício assinou novamente com os Bulls.
Em 19 de março de 2018, ele marcou 17 pontos em uma derrota de 110-92 para o New York Knicks.

Temporada de 2022-2023
Em 26 de agosto de 2022, assinou com a Covirán Granada da Liga ACB.

## Seleção nacional
Felício é membro da seleção brasileira de basquete. Com o Brasil, ele jogou nos seguintes grandes torneios: Campeonato Sul-Americano de Basquetebol Masculino de 2012, Copa América de Basquetebol Masculino de 2013, Campeonato Sul-Americano de Basquete de 2014 e Olimpíadas de 2016. Ele ganhou a medalha de bronze no Campeonato Sul-Americano de Basquete de 2014.
A Confederação Brasileira de Basquete (CBB) divulgou em 21 de agosto de 2023, a lista com os 12 atletas convocados para a Copa do Mundo. Dentre os nomes o de Felício.

## Títulos

### Minas
- Campeonato Mineiro: 2009[17]
- Campeonato Mineiro Sub-19: 2011
- Campeonato Mineiro Sub-18: 2010
- Campeonato Mineiro Sub-17: 2009

### Flamengo
- Campeonato Mundial Interclubes: 2014
- Liga das Américas: 2014
- NBB: 2014, 2015
- LDB: 2013
- Campeonato Carioca: 2013, 2014

## Estatísticas

### Temporada regular
| Ano      | Time     | PJ  | MPJ  | AP   | 3P   | LL   | RT  | AS  | BR | TO | PPJ |
| -------- | -------- | --- | ---- | ---- | ---- | ---- | --- | --- | -- | -- | --- |
| 2015–16  | Chicago  | 31  | 10.4 | .556 | .000 | .714 | 3.3 | .8  | .2 | .4 | 3.4 |
| 2016–17  | Chicago  | 66  | 15.8 | .579 | –    | .645 | 4.7 | .6  | .4 | .3 | 4.8 |
| 2017–18  | Chicago  | 55  | 17.8 | .591 | .000 | .667 | 4.2 | 1.0 | .3 | .2 | 5.6 |
| 2018–19  | Chicago  | 60  | 12.4 | .531 | .000 | .685 | 3.6 | .6  | .2 | .1 | 4.0 |
| Carreira | Carreira | 212 | 14.5 | .568 | .000 | .670 | 4.1 | .7  | .3 | .2 | 4.6 |

### Playoffs
| Ano      | Time     | PJ | MPJ  | AP   | 3P   | LL   | RT  | AS | BR | TO | PPJ |
| -------- | -------- | -- | ---- | ---- | ---- | ---- | --- | -- | -- | -- | --- |
| 2017     | Chicago  | 6  | 13.7 | .600 | .000 | .500 | 4.3 | .3 | .5 | .3 | 3.2 |
| Carreira | Carreira | 6  | 13.7 | .600 | .000 | .500 | 4.3 | .3 | .5 | .3 | 3.2 |

Fonte: